# Stock Keeping Unit

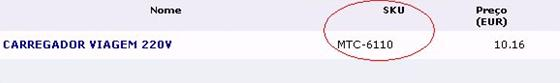
Exemplo de uma compra na internet com exibição do SKU do produto

O termo Stock Keeping Unit (SKU), em português Unidade de Manutenção de Estoque, está ligado à logística de armazém e designa os diferentes itens do estoque, estando normalmente associado a um código identificador. Um posto de gasolina pode trabalhar com quatro SKUs (gasolina sem chumbo, com chumbo, aditivada e diesel) e um hipermercado pode trabalhar com 60 mil SKUs, pois qualquer diferença na mercadoria (tamanho, cor, sabor), mesmo sendo de uma mesma marca, representa um SKU diferente.
Dois exemplos:
- Um caminhão está carregado com 100 caixas de leite gordo e 50 caixas de leite magro, logo carrega dois SKUs.

- Falar de 300 SKUs é o mesmo que falar de 300 artigos que se distinguem todos entre si.

## Classificação do tipo de estoque

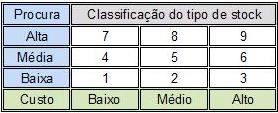
Figura 2: Classificação do tipo de stock

Considerando as características dos SKUs custo e procura, cada uma delas pode ser dividida em três classes distintas (procura alta, média e baixa e também custo alto, médio e baixo). A partir destas duas características poderíamos criar uma tabela de 2 entradas, que tomasse em conta estas características e as suas divisões, obtendo assim 9 classificações diferentes do tipo de estoque, avaliando assim a sua importância. Quantas mais divisões encontrarmos para o custo e para a procura, maior será o número de classificações e mais detalhada será a classificação. Com cinco divisões para o custo e cinco para a procura, iríamos obter 25 tipos diferentes de classificações de estoque. Exemplo: Um SKU com custo médio e com procura alta tem um classificação de nível 8 e um com custo baixo e procura média tem uma classificação de nível 4 .

## Localização no armazém
Dependendo da filosofia de armazenagem cada SKU pode ter uma localização fixa ou variável no armazém. No caso da localização fixa, cada SKU é armazenado num local, no qual só pode ser encontrado aquele e mais nenhum SKU. No caso da localização variável, pode-se encontrar qualquer SKU em qualquer parte do armazém .

## Valor
Os SKUs são também utilizados em armazéns distribuídos. O seu valor pode depender da sua localização: se está no armazém principal ou num entreposto. Nesse caso o valor inclui os custos relacionados com a aquisição do próprio produto e os custos logísticos. Por exemplo: De que armazém deverá ser fornecido um item em stock, quer no armazém principal, quer no entreposto a um cliente que está à mesma distância de ambos? Supondo que o custo do material é igual a 10 UM nos dois locais, o artigo no entreposto já foi transportado do armazém principal, para o entreposto, a um custo de 5 UM. Então sai mais barato abastecer o cliente a partir do armazém principal. Neste ainda só incide, sobre o artigo, o seu próprio custo . Neste caso será sempre mais econômico encomendar os produtos do armazém principal, pois não se tem os custos de transportes associados ao valor dos SKUs, mas também se tem que ter em conta que o stock existente no armazém principal é limitado. 